# Прапор Крехова (Львівський район)
Пра́пор Крехова — символ села Крехів Львівської області. Затверджений 15 березня 2001 року рішенням сесії селищної ради.
Автор — А. Гречило.

## Опис прапора
Квадратне полотнище з жовтим хрестом (ширина рамен рівна 1/5 сторони прапора), який відділяє чотири поля — з вільного краю два зелені, від древка — два сині, у верхньому — перехрещені жовті ключ і меч.

## Зміст
Ключ і меч символізують давню церкву Св. Петра і Павла, яка нині не існує, але розпочала славну історію Крехівського монастирського комплексу. Хрест уособлює сучасний Крехів і вказує на нього як на визначний релігійний центр. Зелений колір означає ліси і багатство навколишньої природи.